# Lily Franky
Pour les articles homonymes, voir Franky.
Masaya Nakagawa (中川 雅也, Nakagawa Masaya), dit Lily Franky (リリー・フランキー, Rirī Furankī),  est un illustrateur, écrivain et acteur japonais, né le 4 novembre 1963 à Kokura (préfecture de Fukuoka).

## Biographie
Masaya Nakagawa naît le 4 novembre 1963 dans le quartier Ogura-ku (actuellement Kitakyūshū) à Kokura, dans la préfecture de Fukuoka. Il est diplômé de l’université de Musashino.

## Filmographie partielle

### Années 2000
- 2001 : Mōjū tai Issunbōshi : Monzō Kobayashi
- 2002 : Cocorico Miracle Type
- 2008 : Girara no gyakushū: Tōya-ko Samitto kikiippatsu
- 2008 : Gururi no koto (ぐるりのこと。?) de Ryōsuke Hashiguchi
- 2008 : Kanki no uta
- 2008 : Suspect X (容疑者Xの献身, Yōgisha ekkusu no Kenshin?) de Hiroshi Nishitani
- 2009 : Shikisoku zenereishon : Oton

### Années 2010
- 2010 : Bōizu on za ran : le président
- 2010 : Flarella
- 2010 : Kōdo burū
- 2010 : Moteki
- 2010 : Ryōmaden
- 2011 : Bokutachi wa sekai o kaeru koto ga dekinai. But, we wanna build a school in Cambodia. : le propriétaire du bar
- 2011 : Moteki : Takuya Sumida
- 2011 : Shinya shokudō
- 2012 : Afuro Tanaka
- 2012 : Bungō : Sasayaka na yokubō
- 2012 : Hangurī!
- 2012 : Rakkī sebun
- 2012 : Saigo kara nibanme no koi
- 2012 : Tabi no chikara
- 2013 : Kiiroi zou : Natsume
- 2013 : Kyōaku
- 2013 : Tel père, tel fils (そして父になる, Soshite chichi ni naru?) de Hirokazu Kore-eda : Yudai Saiki
- 2014 : 55 Sai Kara No Hello Life
- 2014 : Jajji! : Kagami
- 2014 : Kamisama no iu tōri (神さまの言うとおり?) de Takashi Miike : le sans-abri
- 2014 : Fires on the Plain (野火, Nobi?) de Shinya Tsukamoto
- 2014 : Planet Mizsa : le magasinier
- 2015 : Aka medaka
- 2015 : Bakuman (バクマン。?) de Hitoshi Ōne : Sasaki
- 2015 : Dōkutsu ojisan kanzenban
- 2015 : Fujiko
- 2015 : Koibitotachi
- 2015 : Le Garçon et la Bête (バケモノの子, Bakemono no ko?) de Mamoru Hosoda : Hyakushūbō (voix)
- 2015 : Natsuyasumi no kyoshō
- 2015 : Notre petite sœur (海街diary, Umimachi Diary?) de Hirokazu Kore-eda : Sen'ichi Fukuda
- 2015 : Ren'ai Aru Aru
- 2015 : Shokuzai no Sonata
- 2015 : Toire no Pieta : Yokota
- 2015 : Yakuza Apocalypse : Genyo Kamiura
- 2016 : Après la tempête (海よりもまだ深く, Umi yori mo mada fukaku?) de Hirokazu Kore-eda : le patron de l’agence de détective
- 2016 : Crow's Blood
- 2016 : Himitsu: The Top Secret : Junichiro Saito
- 2016 : Kamoshirenai Joyūtachi
- 2016 : My Dad and Mr. Ito : M. Ito
- 2016 : Nijū seikatsu
- 2016 : Satoshi no seishun
- 2016 : Scoop!
- 2016 : The Shell Collector : conchologiste
- 2016 : While the Women Are Sleeping : Iizuka
- 2017 : 1,000,000 yen no Onnatachi
- 2017 : Blank 13 : Masato Matsuda
- 2017 : Bungo 1
- 2017 : Cecile no Mokuromi
- 2017 : Gin to Kin
- 2017 : Hello Harinezumi
- 2017 : Keiji yugami
- 2017 : Okuda Tamio ni naritai Boy to deau otoko subete kuruwaseru Girl
- 2017 : Perfect Revolution : Kuma
- 2017 : Tantei wa bar ni iru 3
- 2017 : Utsukushii hoshi
- 2018 : Mikcocchaken : Otori
- 2018 : Rapurasu no majo : Dr. Zentaro Uhara
- 2018 : Sanī/32
- 2018 : Une affaire de famille (万引き家族, Manbiki kazoku?) de Hirokazu Kore-eda : Osamu Shibata
- Date inconnue : Issa
- 2019 : Sea of Revival (凪待ち, Nagi machi?) de Kazuya Shiraishi : Onodera

### Années 2020
- 2023 : Call Me Chihiro (ちひろさん, Chihiro-san?) de Rikiya Imaizumi (ja) : Utsumi
- 2024 : Harbin (하얼빈) de Woo Min-ho : Itō Hirobumi

## Distinctions
- 2006 : prix Honya Taisho pour La Tour de Tokyo : Maman, moi et papa de temps en temps
- 2008 : prix de la révélation aux Blue Ribbon Awards pour All Around Us
- 2014 : prix de l'académie japonaise au meilleur acteur dans un second rôle pour Tel père, tel fils[2]